# Димитър Табаков (математик)
Вижте пояснителната страница за други личности с името Димитър Табаков.
Димитър Стефанов Табаков е български учен математик, професор в Софийския университет, където преподава във Физико-математическия факултет (днес Факултет по математика и информатика) и е дългогодишен ръководител на Катедрата по геометрия.

## Биография
Роден в град Сливен на 21 ноември 1879 г.  Баща му Стефан Димитров е табакчия. Самият проф. Табаков пише за семейството си:
| „ | Роден съм на 9 ноември 1879 г. (стар стил) от родители Стефан Димитров, по занятие табак, и Кортеза Серткостова. Майка ми и баща ми бяха неграмотни. Имах трима вуйчовци (грамотни), четвътият ми вуйчо Стефан Серткостов е убит като знаменосец на Стоил войвода през 1876 г. Баща ми беше трудолюбив и много справедлив човек. Като ученик в основното училище и в гимназията голямо влияние упражни върху мене моята майка, която беше по природа талантлива, умееше добре да смята устно и знаеше много мъдрости и приказки. | “ |

Младият Табаков завършва основното си и прогимназиалното си образование с отличие в родния си Сливен и продължава образованието си в Сливенската мъжка гимназия.
Силно влияние оказват върху него чехите учители по математика Антон Шоурек и Тодор Монин. По-късно Табаков ще наследи проф. Шоурек начело на катедрата по геометрия в Софийския университет.
След като завършва образованието си в Сливенската мъжка гимназия и Първа софийска мъжка гимназия Димитър Табаков спечелва конкурс за стипендия и през следващите четири години е студент във Физико-математическия факултет на Университета. През 1903 г. той е изпратен на двугодишна специализация по геометрия в чужбина. Първата година Табаков посещава лекциите на проф. Теодор Райе в Университета в Страсбург. Лекциите на Райе оформят у Табаков подчертано предпочитание към проективното третиране на геометричните задачи. През втората година от специализацията си младият български математик посещава лекции по диференциални уравнения и анализ в университета в Нанси.
След като приключва образованието си Димитър Табаков започва работа като асистент по геометрия в Софийския университет, като едновременно с това работи и като учител в Първа софийска мъжка гимназия. По-късно по време на временното закриване на Софийския университет (1907 – 1920) той работи и като учител в Сливенската мъжка гимназия.
По време на Балканската война и Първата световна война Табаков се сражава на фронта като обикновен войник.
През 1920 г. той отново се връща към работата си в Софийския университет като печели конкурса за редовен доцент в Катедрата по геометрия. По-късно, след смъртта на своя учител проф. Антон Шоурек (1926 г.) той застава начело на катедрата, а през 1929 г. е обявен за доктор на университета в Пиза. По думите на академик Боян Петканчин като професор в Софийския университет Табаков развива огромна преподавателска дейност, като едновременно чете лекции по всички геометрични дисциплини – аналитична, проективна, дескриптивна, диференциална геометрия .
След пенсионирането си през 1948 г. проф. Табаков преподава още няколко години, след което се оттегля в родния си Сливен, където умира през 1973 г. на 93-годишна възраст.

## Образование
- 1886 – 1888 – обучава се в Сливенската мъжка гимназия
- 1899 – завършва последния гимназиален курс с отличен успех в Първа софийска мъжка гимназия
- 1900 – 1903 – студент във Висшето училище в София (сегашния Софийски университет). През това време той взема тридесет изпита с успех много добър и само един с успех добър (при петобална система за оценяване).
- 1904 – специализация в Университета в Страсбург – посещава лекциите на проф. Теодор Райе, формира подчертано предпочитание към проективното третиране на геометричните задачи.
- 1905 – специализира в университета в Нанси – посещава лекции по диференциални уравнения и анализ.

## Научна дейност
Научните интереси на проф. Табаков са насочени основно към геометрията.
Той е първият български математик, публикувал в чуждестранно научно издание (L’enseignement mathematique) . През 1905 г. по време на специализацията си в университета в Нанси Табаков публикува в това списание бележка, свързана с теоремата на Кария. Той доказва следното твърдение: Ако в един триъгълник ABC е вписана окръжност с център L и допирни точки X, Y, Z съответно до страните BC, CA, AB и върху правите LX, LY, LZ са взети съответно точки D, E, F, ранвоотдалечени от L, то трите прави AD, BE, CF се пресичат в една точка К  .
През 1906 г. Табаков публикува в списание „Mathesis“ своя работа, в която доказва теорема за трансверзалите на страните на пълния четиристранник, която след това се разширява с умело прилагане на средствата на проективната геометрия.
Във френското списание „Nouvelles Annales de mathematiques“ Табаков публикува през 1907 г. своя работа , в която определя чрез проективни средства наречените от него квази-развити и квази-полярни повърхнини на две повърхнини от втора степен и доказва, че те съвпадат с повърхнини, въведени от други автори по метричен път .
Хабилитационният труд на Табаков „Спрегнати линейни системи конични сечения“ е публикуван в Годишника на Софийския университет през 1920 г. .
През 1937 – 1938 г. Димитър Табаков отпечатва в Годишника на Софийския университет трудовете: „Върху хомографичните трансформации, заменящи четири точки сами в себе си“ и „Върху циклоидите на Дюпен“.
През 1940 г. той публикува два свои труда: „Върху една задача от аритметичните редове и някои формули от комбинаториката“ и „Бележки върху повърхнините на тетранионите“.
Последният труд на проф. Табаков  – „Върху един комплекс прави линии от осма степен и осми клас“, е публикуван в Годишника на Софийския университет през 1957 г. Той е продължение на изследванията му върху точковото представяне на линейния комплекс.
Проблемът, който занимава Димитър Табаков в последните години от научната му работа, е доказателството, че един специален комплекс от осма степен се разлага на два комплекса от четвърта степен.

### Издадени учебници
Проф. д-р Димитър Табаков е автор на следните университетски учебници и учебни помагала:
- „Основи на аналитичната геометрия“ (3 издания – 1927, 1934 и 1947 г.)
- „Дескриптивна геометрия, Част първа: Проективна геометрия“ (1939 г.)
- „Дескриптивна геометрия, Част втора: Проекционни методи“ (2 издания – 1940 и 1946 г.)
- „Сборник задачи по Проективна и дескриптивна геометрия“ (1941 г.)
- „Сборник от задачи по аналитична геометрия“ (2 издания – 1928 и 1945 г.)
- „Диференциална геометрия“

### Звания и почетни отличия
- Доктор на Университета в Пиза (1929 г.) [8]
- Заслужил деятел на науката (1966 г.)
- Народен деятел на науката от (1969 г.)

## Преподавателска дейност

### Заемани преподавателски длъжности
- 1905 – 1907 – асистент по геометрия във Физико-математическия факултет на Софийския университет и едновременно с това учител по математика в Първа софийска мъжка гимназия.
- 1908 – 1920 – учител по математика в Сливенската мъжка гимназия. В този период Табаков участва в Балканската война и Първата световна война.
- 1920 – 1923 – редовен доцент във Физико-математическия факултет на Софийския университет.
- 1923 – 1941 – извънреден професор във Физико-математическия факултет на Софийския университет.
- 1941 – 1948 – редовен професор и титуляр на Катедрата по геометрия

### Водени лекционни курсове
- Аналитична геометрия
- Дискриптивна геометрия
- Диференциална геометрия

## Патрон
Математическа гимназия „Проф. д-р Димитър Табаков“ (1971 – 1985)
Проф. д-р Димитър Табаков е патрон на Математическата гимназия в Сливен през целия период на съществуването ѝ. МГ „Проф. д-р Димитър Табаков“ – Сливен е създадена през 1971 г. на базата на математическите паралелки, обособени в Сливенската мъжка гимназия. През 1985 г. СПГ „Добри Чинтулов“ и МГ „Професор д-р Димитър Табаков“ се обединяват в Природо-математическа гимназия „Добри П. Чинтулов“ .
Професионална гимназия по икономика „Проф. д-р Димитър Табаков“ (от 1990 г.)
Проф. д-р Димитър Табаков е патрон на Икономическия техникум в Сливен от 1990 до 2003 г. През 1990 г. Икономическият техникум „Съби Димитров“ е преименуван на Икономически техникум „Проф. д-р Димитър Табаков“. През 2003 г. учебното заведение е преименувано на Професионална гимназия по икономика „Проф. д-р Димитър Табаков“.